# بكالوريا
الباكالوريا لفظة متأتية من اللغة اللاتينية المتأخرة (bachalariatus)، وكانت تطلق في البداية على المبتدئ في الفروسية. هي شهادة علمية، تختلف حسب البلدان. وعموما فهي تطلق على شهادة ختم التعليم الثانوي في بلدان شمال أفريقيا: تونس والجزائر والمغرب وموريتانيا، كما في سوريا ولبنان والعراق، وتفتح للحاصلين عليها باب التعليم العالي.

## في شمال أفريقيا

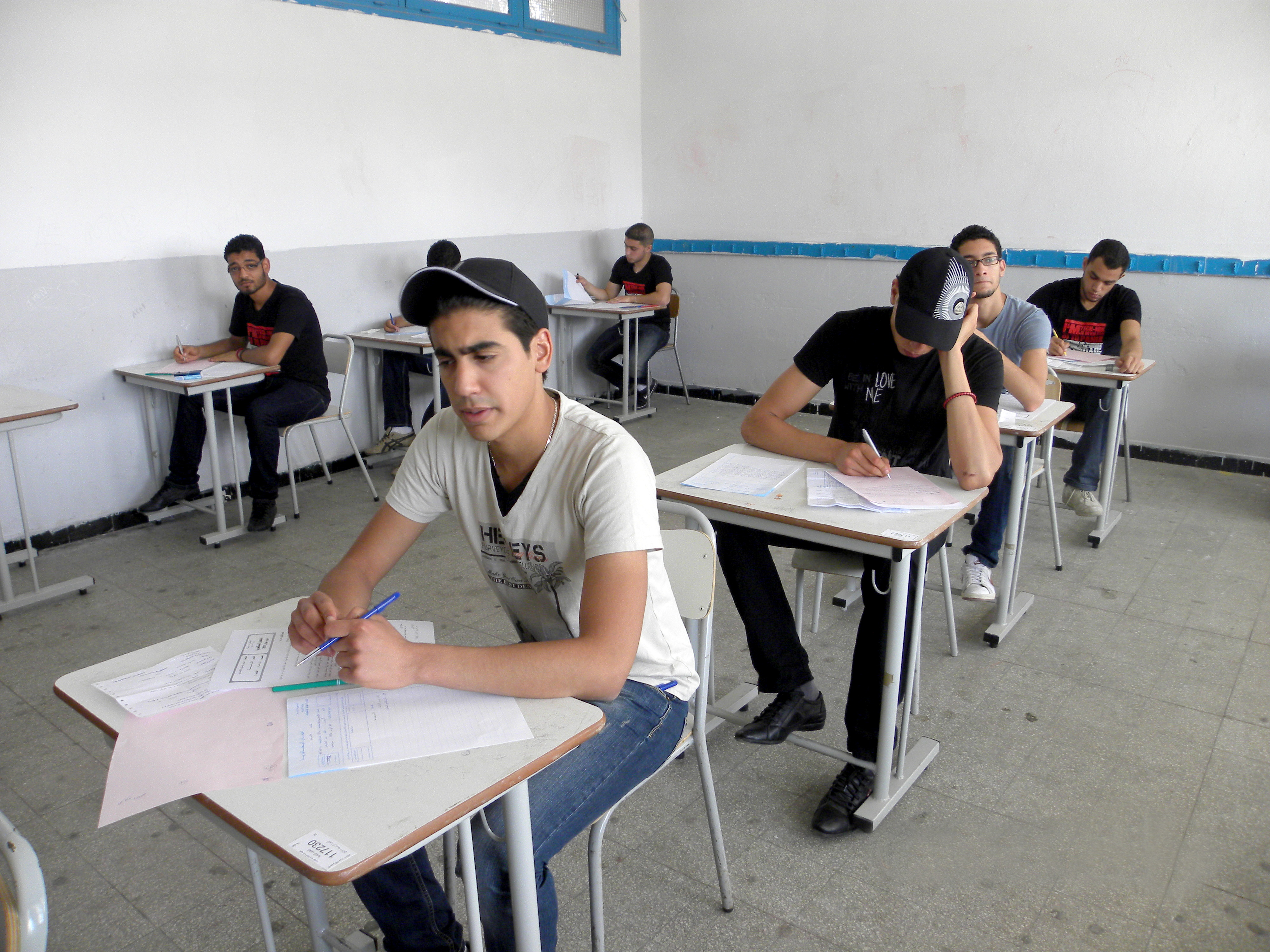
البكالوريا في تونس

أحدثت هذه الشهادة في شمال أفريقيا الواقعة تحت الاستعمار الفرنسي، وكانت امتحاناتها تجرى على سنتين، بحيث يحصل التلميذ على الجزء الأول ثم الجزء الثاني. وكان عدد المحرزين عليها ضئيلا جدا: ففي تونس مثلا لم يتعد عدد الناجحين سنة 1891 الستة من بين التلاميذ المسلمين، وبلغ مجموع الناجحين منهم إلى سنة 1918: 123 تلميذا. وفي سنة 1927 لم ينجح إلا 27 تلميذا مسلما وفي سنة 1938، بلغ عدد الناجحين 58. وبعد الاستقلال أصبحت امتحاناتها تجرى على دورة واحدة، ومن ينجح في الكتابي يجري امتحانا شفويا، واستمر ذلك إلى أواسط السبعينات من القرن الماضي. أصبحت شهادة البكلوريا اليوم في تونس امتحانا وطنيا يقام مرة في العام ويتم ذلك بدورتين دورة رئسية تشمل كل الناجحين بمعدل يفوق العشرة ودورة للمراقبة تهم ما دون ذلك من التلاميذ الذين لم يحصلوا على معدل كاف.

## فرنسا
الباكالوريا (بالفرنسية: baccalauréat) ويعرف شعبيا في فرنسا باسم «باك» هو تقييد دراسي يخوضها الطلاب في مدارس فرنسية بعد اكتمال الدراسة الثانوية. قدمه نابوليون الأول عام 1808 وهو المؤهل الرئيسي المطلوب لمواصلة التعليم في المستوى الجامعي، المناهج الرئيسية هي العلوم والاقتصاد والعلوم الاجتماعية والأدب.